# Казачкова, Наталия Владимировна
Ната́лья Влади́мировна Казачкова (род. 25 ноября 1972, Горький, РСФСР) — государственный деятель, инвестиционная уполномоченная администрации Нижнего Новгорода с 2 апреля 2019 года и заместитель председателя Городской Думы Нижнего Новгорода с 21 февраля 2018 по 6 мая 2020 года, с 18 октября 2017 по 17 января 2018 года и.о главы администрации Нижнего Новгорода.

## Биография
Родилась 25 ноября 1972 года в Горьком.
Окончила Волжскую государственную академию водного транспорта по специальности «Гидротехническое строительство» (1995) и Нижегородскую академию МВД России по специальности «Юриспруденция» (1998).
С 1995 по 1997 год — инженер Дорожного центра информации и рекламы Горьковской железной дороги. С 1997 по 1999 года — инженер, инженер-метролог технического отдела, юрисконсульт Центра «Диагностика» Горьковской железной дороги.
С 1999 по 2003 год — юрисконсульт службы реестра и имущества, заместитель начальника юридического отдела правовой защиты собственности Управления ГЖД. В 2003—2005 годах — директор департамента земельных отношений Министерства имущественных отношений Нижегородской области.
В 2005—2006 годах — помощник губернатора Нижегородской области по земельно-имущественным вопросам, в 2006—2010 годах — первый заместитель министра инвестиционной политики Нижегородской области.
В августе 2010 года назначена министром инвестиционной политики Нижегородской области. С декабря 2012 года заместитель губернатора Нижегородской области. В 2014—2015 годах была министром инвестиционной политики.
С июля 2015 по сентябрь 2016 года — министр инвестиций, земельных и имущественных отношений Нижегородской области.
С 12 декабря 2016 года и. о. заместителя главы администрации Нижнего Новгорода.
С 25 января 2017 по 6 мая 2020 года — заместитель главы администрации Нижнего Новгорода. 
С 18 октября 2017 по 17 января 2018 года и.о главы администрации Нижнего Новгорода.
С 21 февраля 2018 года заместитель председателя Городской Думы Нижнего Новгорода.
С 2 апреля 2019 года инвестиционная уполномоченная администрации города Нижнего Новгорода.
С 6 мая 2020 по 6 сентября 2021 года — исполнительный директор АО «Нижегородский водоканал».

## Звания
Имеет классный чин государственной гражданской службы Нижегородской области «Государственный советник Нижегородской области 1 класса».